# (474092) 2016 KP2
(474092) 2016 KP2 es un asteroide perteneciente al cinturón de asteroides, descubierto el 6 de abril de 2011 por el equipo del Mount Lemmon Survey desde el Observatorio del Monte Lemmon, Arizona, Estados Unidos.

## Designación y nombre
Designado provisionalmente como 2016 KP2 .

## Características orbitales
2016 KP2 está situado a una distancia media del Sol de 2,811 ua, pudiendo alejarse hasta 3,398 ua y acercarse hasta 2,224 ua. Su excentricidad es 0,208 y la inclinación orbital 8,887 grados. Emplea 1721 días en completar una órbita alrededor del Sol.

## Características físicas
La magnitud absoluta de 2016 KP2 es 16,767.